# Na-NaNa-Na
Na-NaNa-Na è un brano musicale del rapper statunitense Nelly, pubblicato come terzo ed ultimo singolo estratto dall'album Suit nel 2005.

## Tracce
CD promo Universal NDEYSAYCDP1
1. Na-NaNa-Na (Radio Edit) - 3:59

## Classifiche
| Classifica (2005)                    | Posizione più alta |
| ------------------------------------ | ------------------ |
| U.S. Billboard Hot R&B/Hip-Hop Songs | 65                 |